# Украинские придунайские озёра
Украинские придунайские озёра (укр. Придунайські озера України) — озёра, расположенные в дельте Дуная, в Одесской области Украины, в приграничных с Румынией районах.

## Общие сведения
Все озёра северной части поймы Дуная исторически создались как затопленные устья его притоков. Примерно 3000-4000 лет назад сегодняшняя дельта Дуная фактически не существовала, а на её месте был мелководный залив северо-западной части Чёрного моря, в которую впадал, не разветвляясь, Дунай. В настоящее время берега этого залива обозначены дугоподобными песчаными грядами длиной несколько десятков километров — Жебриянская гряда на территории Украины и гряда Лета на территории Румынии.
Впадающие в море озёра в то время были морскими солёноводными либо солоноватыми лиманами, в отличие теперешних лиманов Шаганы, Бурнас, Алибей и других, которые находятся на северном побережье Чёрного моря.
Как следствие выноса Дунаем твёрдых осадочных пород, происходило обмеление прилежащей к устью части моря, возникновение островов, и таким образом, формирование современной дельты Дуная.
Солоноводные лиманы при этом постепенно утрачивали связь с морем и превращались в пресноводные озёра. В дальнейшем конфигурация этих водоёмов изменялась — так, например, восточный (Гасанский) залив озера Катлабух как временное образование начало возникать только на границе 19-го и 20-го века благодаря движениям земли, размыванию и подтоплению территории (на картах более раннего периода она вообще не обозначена), а потом, после урегулирования стока озера и долгосрочного его поддержания на 30-50 см выше уровня Дуная (начало — в конце 50-х годов 20 в.), превратилась в постоянно существующую составляющую этого водоёма.

## Кагул
Кагул — пойменное озеро в низине Дуная, в Ренийском районе, к востоку от города Рени. Проливами сообщается с Дунаем и озером Картал. От заливы Дуная отделяла дамба, и в прошлом был режим водохранилища. Водообмен в Кагуле регулируется шлюзованными рыбопропускными проливами и каналом. Южная часть озера широкая (ширина до 11 км, длина 18 км), северная — узкая, продлённая (ширина до 2 км, длина 15 км). Площадь изменяется сезонно от 82 до 93,5 км². Преобладают глубины 1,5—2 м, максимальная — 7 метров. Северные берега высокие, рассечённые балками, южные — низменные, заболоченные, покрытые зарослями тростника. С севера в озеро впадает речка Кагул. Температура воды летом до +30 °C (на мелководье), зимой Кагул замерзает (лёдный покров в тёплые зимы нестойкий). Минерализация воды от 0,8 до 1,5 г/л. Дно в основном покрыто слоем серого ила, а на мелководье — песчаное. Распространена водная растительность (тростник, рогоз). Водится лещ, судак, сом, щука и другие промысловые виды рыб. Разводят толстолобика, белого амура, сазана. На берегах Кагула — места гнездования птиц. Рыболовство имеет промышленный характер и осуществляется рыболовными предприятиями окрестных посёлков. Осуществляются мероприятия согласно охране природных ресурсов озера, в отдельности ограничения сроков рыболовства и количества выловленной рыбы.
Кагул — пограничное водохранилище для нескольких стран. Небольшой (примерно 1 км) участок северного побережья принадлежит Молдавии. На этом участке расположена водонапорная станция, которая служит для орошения полей в Молдавии вблизи городов Кахул и Джурджулешть.

## Картал
Картал — пойменное озеро в Ренийском районе Одесской области, в низине Дуная. Каналом связан с Дунаем, проливами — с озёрами Кугурлуй и Кагул. Длина 5 км, ширина до 3 км, площадь примерно 15 км², средняя глубина равна примерно метру, максимальная — 2,4 м. Впадина имеет овальную форму. Берега низменные, заболоченные, заросшие камышом. Вдоль них сооружены дамбы. Наполняется преимущественно благодаря водообмену с Дунаем по шлюзу. Температура воды летом до +26°, зимой озеро замерзает. Дно ровное, заиленное. На мелководье распространены тростник, озёрный камыш (куга), рогоз, глубже — водоросли и другая водная растительность. Берега Картала — место гнездования птиц, на листьях кувшинок гнездится озёрная крачка. Осуществляется искусственное рыборазведение, особенно толстолобика, белого амура, сазана.

## Ялпуг
Ялпуг — озеро лиманного типа, самое большое озеро Украины. Территориально находится в Болградском, Измаильском и Ренийском районах Одесской области. В южной части Ялпуг проливом связан с озером Кугурлуй; в самом узком месте пролива в 70-х годах XX века была сооружена дамба с мостом в средней части, по которой проложили дорогу Измаил — Рени. После прокладки дамбы водообмен между озёрами Ялпуг и Кугурлуй уменьшился почти на треть, что повысило степень загрязнения Ялпуга. Длина 39 км, ширина до 15 км, площадь 149 км², средняя глубина примерно 2 м, максимальная — 5,5 м. Впадина удлинённой формы. Восточный и западный берега преимущественно возвышенные, расчленённые оврагами, южные — песчаные, крайняя северная часть побережья заболочена и заросла тростником. Водное обеспечение озера обеспечивается главным за счёт водообмена с озером Кугурлуй, с севера впадает речка Ялпуг, с северо-востока подходит небольшая река Карасулак, которая впадает в Ялпуг вблизи села Криничное. Также некоторое влияние на водный баланс имеет сток дождевых вод по системе оврагов, которые сходятся к Ялпугу.
Температура воды летом +24 — +25 °C; зимой озеро замерзает, ледовый покров нестойкий. Минерализация вод до 1 — 1,5 г/л. Дно покрыто тёмно-серым, на севере — чёрным сероводородным илом, на мелководье — песчаное. Берега — заросшие тростником и рогозом, в озере распространены водоросли и другая водная растительность. Озеро Ялпуг богато на ихтиофауну: в нём водится до 40 видов рыб, есть многочисленные раки. Так как практически вся территория бассейна реки Яплуг находится на юге Молдавии, где состояние очистки сточных вод является неудовлетворительным, уровень загрязнения в озере часто превышает допустимые нормы. Вместе с тем, в последние годы, с учётом взгляда на снижение использования минеральных удобрений и ядохимикатов в сельском хозяйстве Молдавии, ситуация заметно улучшилась. В прошлом загрязнение минеральными удобрениями приводило к частому «цветению» воды, а в 1985 году вызвало массовую гибель рыбы и другой водной живности. На северном береге Ялпуга, при впадении реки Ялпуг, находится город Болград.

## Кугурлуй
Кугурлуй — озеро пойменного типа. Территориально разделено между Ренийским и Измаильским районами Одесской области. На севере проливом сообщается с озером Ялпуг. На востоке проливами Большая и Малая Репида, а на юге проливом Скунда сообщается с Дунаем. Пролив Скунда шлюзован. Также водообмен с Дунаем осуществляется по нескольких проливах для пропуска рыбы. Озеро приблизительно круглой формы, диаметр примерно 20 км, площадь 82 км², средняя глубина 0,8–1 м, максимальная — 2,5 м. Берега низменные, извилистые, заболоченные. Температура воды летом до +28 °C – +30 °C. Зимой озеро замерзает. Минерализация воды 0,8–1,5 г/л. Дно заиленное. Берега заросли тростником и рогозом, в озере также развивается гидрофильная растительность. Разнообразная ихтиофауна, в прибрежных зарослях — места гнездования птиц, в особенности в плавнях возле южно-восточного края озера существует единственная на Украине колония кучерявого пеликана — самой большой птицы Европы. На озере осуществляется промышленный вылов сазана, судака, леща, щуки и других видов рыбы, а также раков. Вода Кугурлуя — источник орошения. Между южным побережьем Кугурлуя и Дунаем путём обвалывания создан польдер, который планировался для выращивания зерновых культур (пшеница, жито) с периодическим засеиванием кукурузой и люцерной в рамках севооборота. В настоящее время преимущественно высеиваются кормовые культуры — люцерна и клевер. В 1939–1941 гг., после присоединения Бессарабии к СССР согласно пакту Молотова — Риббентропа, озеро Кугурлуй было основной базой Дунайской Военной флотилии.

## Сафяны
Сафяны — пойменное озеро в Измаильском районе Одесской области, в низине Дуная. Проливом через небольшое озеро Лунг соединяется с озером Катлабух, шлюзованным каналом — с Дунаем. Длина 6,5 км, ширина до 1 км, площадь изменяется от 250 до 420 га, глубина до 3,5—4 м (на мелководье — до 0,8—1 м). Впадина удлинённой формы. Северный и западный берега возвышенные, местами обрывистые, восточный и южный — пологие, заболоченные. Температура воды летом до +25 °C — +26 °C. Зимой озеро замерзает. Распространена прибрежно-водная растительность, из рыб водятся, в частности, щука, сазан, окунь. На берегах (особенно в южной части) — места гнездования водоплавающих и отдыха перелётных птиц. Воду озера используют для орошения. На северо-западе озеро примыкает к посёлку Сафьяны.

## Катлабух
Катлабух — пойменное озеро в Измаильском районе Одесской области, в низине Дуная. От поймы Дуная озеро отделено дамбой, имеет режим водохранилища. Водообмен с Кислицким устьем Дуная регулируется шлюзованным каналом. Длина 21 км, ширина от 1 до 11 км, площадь 67 км², глубина до 4 м. Впадина удлинённой формы, с расширением (до 11 км) в южной части. Северные берега возвышенные, местами обрывистые, расчленённые балками, южные — низменные, заболоченные. От основной впадины озера отходят два залива: Ташбунарский на западе, куда впадает речка Ташбунар, и Гасанский, куда впадает речка Еника, на востоке. Верхняя часть Гасанского залива занята рыборазводными прудами. С севера в озеро впадают речки Большая и Малая Катлабух. Температура воды летом +24 °C — +26°, зимой озеро замерзает. Минерализация воды 1—1,6 г/л. Распространена водная растительность (в особенности, водоросли, камыши, кубышки); из редких растений встречается водяной орех плавающий. Водятся сазан, щука, окунь. В рыборазводных прудах разводят и используют для разведения молодого толстолобика и белого амура. Есть промысел раков, популяция которых в этом озере достаточно велика (по оценкам в некоторые годы доходит до 15 млн живых особей).

## Китай
Китай — озеро пойменно-лиманного типа в Измаильськом и Килийском районах Одесской области, в низине Дуная. От залива Дунай отделён дамбой, имеет режим водохранилища. Водообмен в Китае регулируется шлюзованным каналом, который пересекает дамбу и впадает в Степное устье Дуная. Впадина удлинённой формы, простирается с севера на юг на 24 километра. Озеро состоит из северной и южной частей (ширина до 3—3,5 км), соединённых проливом шириной примерно 600 м, через которую проложен мост. Общая площадь водоёма 60 км², глубина южной части до 2 м, северной — до 5 м Берега, кроме южных и крайнего северного участка, возвышенные. С северо-востока впадает речка Еникой, с севера — речки Киргиж-Китай и Алияга. У северной части Китая наблюдаются сгонно-нагонные колебания уровня воды (средняя амплитуда до 80 см). Температура воды летом до +27 °C, зимой озеро замерзает. Минерализация воды 1—3 г/л. Прибрежная и водная растительность распространена главным образом в южной части озера (тростник, рогоз, водоросли), остальная часть побережья обрывистая, периодически с небольшими пляжами. Водятся окунь, щука, лещ, сом; разводят белого амура, толстолобика, сазана, карася. В плавнях вблизи южного побережья — места небольших колоний водоплавающих птиц. Воду Китая используют для орошения в Червоноярской оросительной системе. Вдоль берегов озера отведена водоохранная зона.